# Ана Матнадзе
Ана Матнадзе (груз. ანა მათნაძე; нар. 20 лютого 1983) — грузино-іспанська шахістка. У 2002 році ФІДЕ присвоїла їй звання Жіночий гросмейстер (WGM), а в 2006 році - міжнародний майстер (IM). Матнадзе була чемпіонкою Європи та світу серед дівчат у своїй віковій категорії.

## Шахова кар'єра
Матнадзе почала вчитись грати шахи у віці чотирьох років у своєї матері.  Її тренувала серед інших гросмейстер Нона Гапріндашвілі. Чотири рази вона вигравала чемпіонат Грузії серед дівчат у своїй віковій групі (у 1992, 1993, 1994 та 1998 роках). Вона виграла чемпіонат Європи з шахів для юніорів в її віці серед дівчат в п'ять разів, в Беїле-Херкулане 1994 р., Верден 1995 року, Таллінні 1997 р., Мурекк 1998 р. і Літохоро 1999 р. Матнадзе також двічі вигравав молодіжний чемпіонат світу з шахів у категорії «Дівчата до 10 років» у 1993 році та у «Дівчата до 14 років» у 1997 році. 
Matnadze фінішувала другою, позаду Регіни Покорна в чемпіонаті Європи серед юніорів дівчаток в Патрах 1999 року,  і третьою, позаду Йованки Гоуска і Вікторії Чміліте, в Авілес 2000 р.  Вона спільно виграла чемпіонат країн Чорного моря серед жінок у Батумі 2000 р.   Разом з Майєю Ломінейшвілі Матнадзе спільно виграла чемпіонат Грузії серед жінок у квітні 2002 р.  Того ж року вона виграла чемпіонат Європи з бліц-шахів серед жінок в Анталії . 
З 2002 по 2006 рік вона п'ять разів виступала за грузинські команди NTN Tbilisi та Energy-Investi Sakartvelo у Кубку європейських клубів серед жінок. За цей час вона виграла дві командні золоті медалі та дві індивідуальні срібні (в Ізмірі 2004 р. та Сен-Вінсенті 2005 р.), дві командні срібні (в Ретимно 2003 р. та Фюгені 2006 р.) та командну бронзу в Анталії 2002 р. 
У червні 2004 року вона та Лела Джавахішвілі опублікували лист до ФІДЕ, в якому критикували різні аспекти жіночого чемпіонату світу з шахів 2004 року, що призвело до ворожої суперечки з віце-президентом ФІДЕ Зурабам Азмайпарашвілі .  Спочатку відмінивши свою участь, Матнадзе пізніше була переконана зіграти у цій події, але програла Ользі Александровій в першому раунді. 
Матнадзе переїхала до Барселони та виграла чемпіонат Каталонії серед жінок у Балагуєрі у 2006 році.   У 2008, 2009, 2010 та 2011 роках вона була чемпіонкою Каталонії з шахів. Вона вигравала міжнародні турніри в Mondariz-Balneario 2007, Лас-Пальмас 2009, Tancat Сабадель (Жінки) 2010 та Бенідорм (Жінки) 2011. 
У березні 2012 року Матнадзе почала представляти національну федерацію  Іспанії .  З тих пір вона грала у збірній Іспанії в жіночій шаховій олімпіаді та в командному чемпіонаті Європи серед жінок з шахів. У 2018 році вона виграла індивідуальну бронзову медаль на ігровій дошці три в олімпіаді серед жінок у Батумі .  Також Матнадзе виграла індивідуальні медалі на командному чемпіонаті Європи серед жінок у 2013 році (срібло на борту три) та 2017 (бронза на борту три). 
Вона є тренером у шаховому клубі Associació d'Escacs Rubinenca у Барселоні та в InterAjedrez Academia . Вона грає в командах Peona i Peó в Іспанії, Annemasse у Франції, Volksbank Halle у німецькій Бундеслізі та Ankara Demirspor Kulübü у Туреччині. Вона також бере участь в інших шахових заходах в Каталонії (Іспанія).

## Особисте життя
У 2003 році Матнадзе закінчила Тбіліський державний університет імені Іване Джавахішвілі, факультет іноземної мови та літератури, за спеціальністю філологія (німецька мова та література). Вона знає сім мов, грузинську, іспанську, німецьку, англійську, російську, португальську та каталонську.
Вона отримала стипендію Фонду Президента Грузії в 1998 і 2003 роках, і вона була володарем стипендії, встановленої Президентом Грузії в 2001 році. 
Матнадзе підтримує міжнародні благодійні організації. Вона брала участь у таких заходах, як шаховий турнір у Тбілісі для допомоги постраждалим від повені в Західній Грузії (2005), благодійний турнір Шахи проти наркотиків у Тбілісі (2006), програма обміну Шахи та дружба в Грузії та Іспанії (2006), біржа програма « Шахи за мир та взаєморозуміння в Грузії та Іспанії» (2007) та шаховий проект « Ми граємо за мир» у Лас-Пальмас-де-Гран-Канарія (2009).  З 2005 року вона є президентом Міжнародного благодійного руху « Шахи» - Посла Миру, некомерційної організації, яка вже проводила багато міжнародних шахових та благодійних акцій. 
Матнадзе захоплюється вампірами і є головним героєм книги Мігеля Альвареса Моралеса, AnnA La Vampiresa (іспанське видання) (2012,ISBN 4-871-87663-2 ).
В даний час вона живе в Барселоні, Іспанія. 